# Tramstation 's-Gravenzande

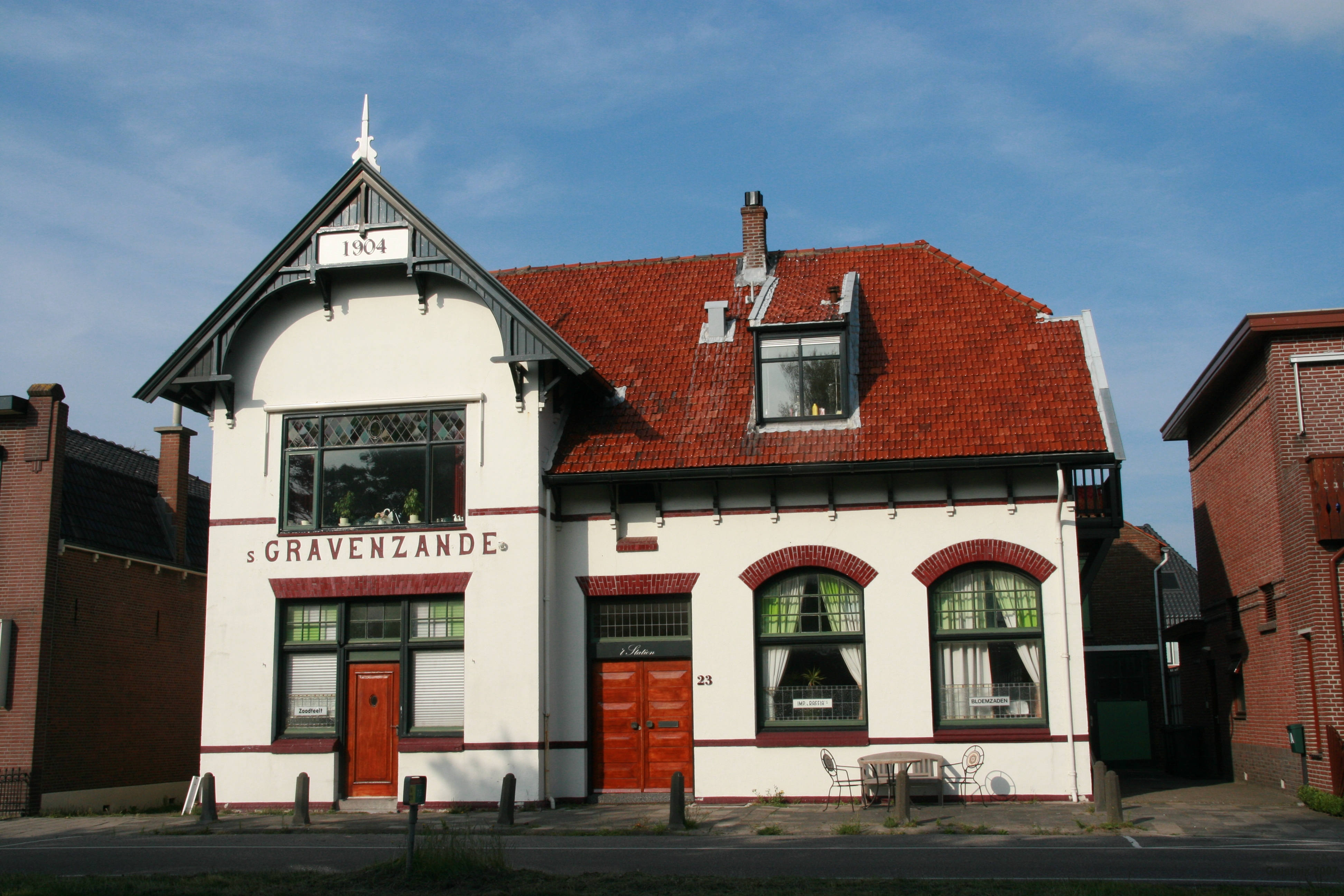
Tramstation van 's-Gravenzande (foto: 2007)

Het voormalige tramstation van 's-Gravenzande is gelegen aan de Monsterseweg 23 te 's-Gravenzande. Het is in 1904 in opdracht van  van de Westlandsche Stoomtramweg Maatschappij (W.S.M.) gebouwd in het verlengde van de lijn Loosduinen-Poeldijk, naar een ontwerp met jugendstil- en chaletstijl-elementen van D.P. van Ameijden van Duijm. Het is nagenoeg het spiegelbeeld van het Naaldwijkse tramstation dat drie jaar later werd gebouwd. De beide stations verschillen vooral in uiterlijk door hun afwerking: de muren van het 's-Gravenzandse station zijn wit afgewerkt, terwijl het station in Naaldwijk in schoon metselwerk is uitgevoerd.
Waar nu de Monsterseweg loopt liep ten tijde van de bouw van het station de stoomtramlijn van Loosduinen naar 's-Gravenzande. In 1905 werd het traject naar Hoek van Holland in gebruik genomen. Deze lijn bleef tot 1965 in gebruik, waarna het station zijn functie verloor. Nadien werd er onder andere een zadenhandel in gevestigd, waarvan de naam nog steeds achter de ramen zichtbaar is. Tegenwoordig is het gemeentelijke monument een woonhuis.